# Epilampra maya
Epilampra maya är en kackerlacksart som beskrevs av Rehn, J. A. G. 1902. Epilampra maya ingår i släktet Epilampra och familjen jättekackerlackor.

## Underarter
Arten delas in i följande underarter:
- E. m. maya
- E. m. brachyptera